# Christopher Zeeman
Erik Christopher Zeeman  (4 de febrero de 1925-13 de febrero de 2016), fue un matemático británico, conocido por su trabajo en topología geométrica y teoría de la singularidad. Fue miembro de la Royal Society.

## Descripción
Las principales contribuciones de Zeeman a las matemáticas fueron en la topología, particularmente en la teoría de nudos, la categoría de variedad lineal por piezas y los sistemas dinámicos.
Su tesis de 1955 en la Universidad de Cambridge describió una nueva teoría denominada "dihomología", una estructura algebraica asociada a un espacio topológico, que contiene tanto homología como cohomología, introduciendo lo que ahora se conoce como la secuencia espectral de Zeeman. Esto fue estudiado por Clint McCrory en su tesis de Brandeis de 1972 siguiendo una sugerencia de Dennis Sullivan de que uno hiciera "un estudio general de la secuencia espectral de Zeeman para ver cómo las singularidades en un espacio perturban la dualidad de Poincaré". Esto a su vez condujo al descubrimiento de la homología de intersección por Robert MacPherson y Mark Goresky en la Universidad de Brown, donde McCrory fue nombrado en 1974.
De 1976 a 1977 fue profesor de matemáticas en el Trinity College de Dublín.
Entre el público científico es conocido por su contribución y difusión de la teoría de las catástrofes, que se debió inicialmente a otro topólogo, René Thom, y por sus conferencias navideñas sobre matemáticas en televisión en 1978. Fue especialmente activo alentando la aplicación de las matemáticas, y la teoría de catástrofes en particular, a la biología y las ciencias del comportamiento.

## Primeros años
Zeeman nació en Japón de padre danés, Christian Zeeman, y madre británica. Se mudaron a Inglaterra un año después de su nacimiento. Después de ser educado en el Christ's Hospital en Horsham (West Sussex), sirvió como oficial de vuelo con la Royal Air Force de 1943 a 1947. Estudió matemáticas en el Christ's College de Cambridge, pero había olvidado gran parte de las matemáticas de su escuela mientras servía para la fuerza aérea. Recibió una licenciatura y un doctorado (este último bajo la supervisión de Shaun Wylie) de la Universidad de Cambridge, y se convirtió en miembro de Gonville and Caius College donde fue tutor David Fowler y John Horton Conway.

## Carrera académica
Zeeman es uno de los fundadores de la teoría envolvente en topología lineal por piezas y se le atribuye la elaboración del teorema envolvente (independientemente también elaborado por John Stallings), que puede usarse para probar la versión lineal por piezas de la conjetura de Poincaré para todas las dimensiones por encima de cuatro.
Después de trabajar en Cambridge (durante el cual pasó un año en el extranjero en la Universidad de Chicago y en la Universidad de Princeton como Harkness Fellow) y el Institut des Hautes Études Scientifiques, fundó el Departamento de Matemáticas y el Centro de Investigación Matemática en la nueva Universidad de Warwick en 1964. En sus propias palabras
«Tenía 38 años y había desarrollado algunas ideas bastante sólidas sobre cómo dirigir un departamento y crear un Instituto de Matemáticas: quería combinar la flexibilidad de las opciones que son comunes en la mayoría de las universidades estadounidenses, con el tipo de atención tutorial que se encuentra en Oxford y Cambridge».
El estilo de liderazgo de Zeeman era informal, pero inspirador, y rápidamente llevó a Warwick al reconocimiento internacional por la calidad de su investigación matemática. Los primeros seis nombramientos que hizo fueron todos en topología, lo que permitió al departamento convertirse inmediatamente en competitivo internacionalmente, seguido de seis en álgebra, y finalmente seis en análisis y seis en matemáticas aplicadas. Pudo intercambiar cuatro citas académicas por fondos que permitieron a los estudiantes de doctorado dar supervisiones de pregrado en grupos de dos durante los primeros dos años, de manera similar al sistema de tutoría en Oxford y Cambridge.  Permaneció en Warwick hasta 1988, pero de 1966 a 1967 fue profesor visitante en la Universidad de California, Berkeley.Universidad de California en Berkeley]], después de lo cual su investigación se centró en los sistemas dinámicos, inspirados por muchos de los líderes mundiales en este campo, incluidos Stephen Smale y René Thom, quienes pasaron un tiempo en Warwick. En 1963, Zeeman demostró que esa causalidad en la relatividad especial expresada por la preservación del orden parcial está dada exactamente y sólo por las transformadas de Lorentz. Zeeman posteriormente pasó un año sabático con Thom en el Institut des Hautes Études Scientifiques en París, donde se interesó en la teoría de catástrofes. A su regreso a Warwick, enseñó un curso de pregrado en Teoría de Catástrofes que se hizo inmensamente popular entre los estudiantes; sus conferencias generalmente eran "solo de pie". En 1973 dio un curso de maestría en Warwick dando una demostración detallada completa de la clasificación de Thom de catástrofes elementales, principalmente siguiendo un manuscrito inédito, "Right-equivalence" escrito por John Mather en Warwick en 1969. David Trotman escribió sus notas del curso como una tesis de maestría. Estos se distribuyeron en miles de copias en todo el mundo y se publicaron en las actas de una conferencia de Seattle de 1975 sobre teoría de catástrofes y sus aplicaciones, y en una colección de 1977 de artículos sobre teoría de catástrofes por Zeeman. En 1974 Zeeman dio un discurso invitado en el Congreso Internacional de Matemáticos en Vancouver, sobre aplicaciones de la teoría de catástrofes.

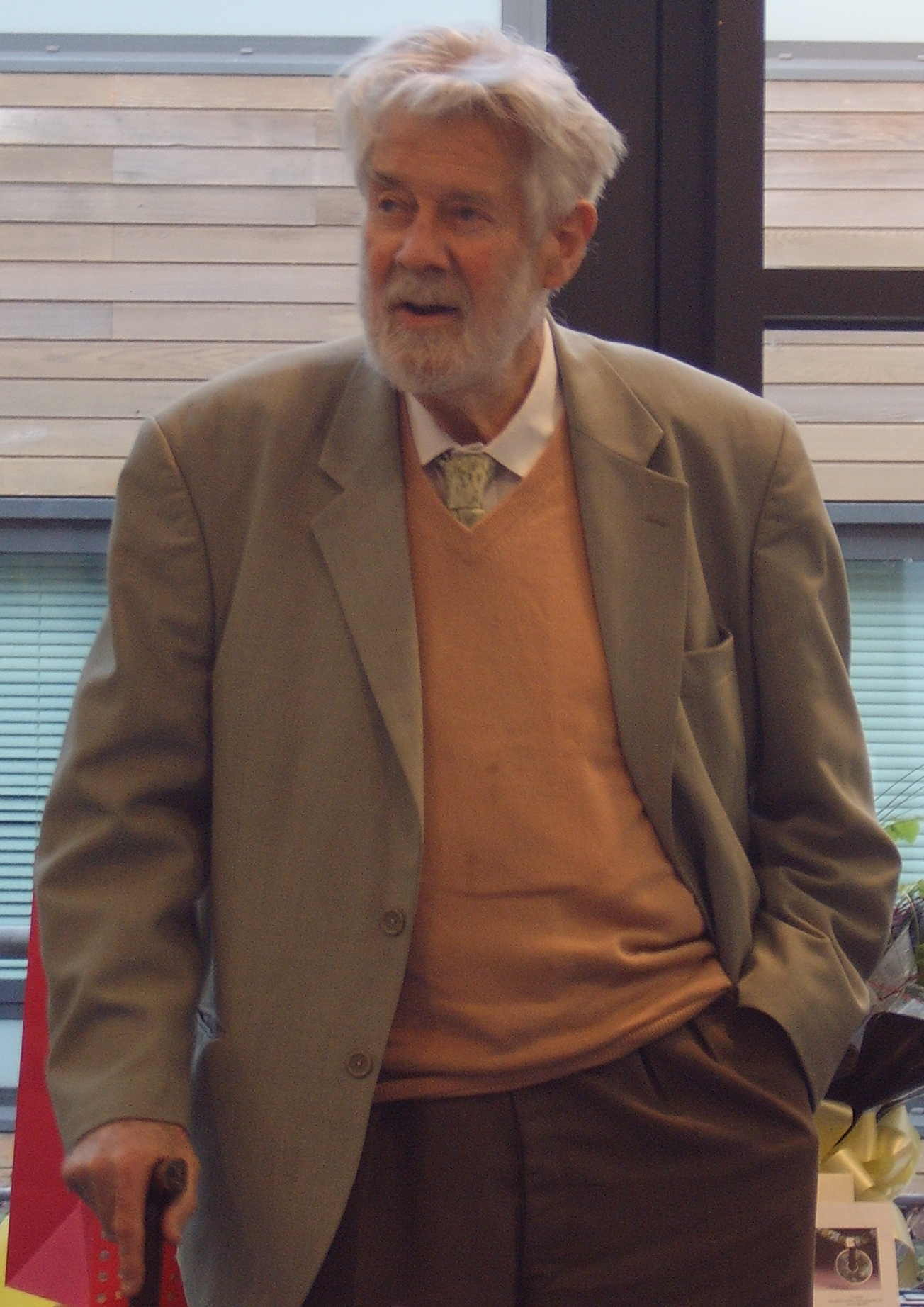
Zeeman en el Instituto de Matemáticas de Warwick en diciembre de 2009

Zeeman fue elegido como miembro de la Royal Society en 1975, y fue galardonado con la Medalla Faraday de la Sociedad en 1988. Fue el 63.º presidente de la Sociedad Matemática de Londres en 1986-88 dando su discurso presidencial el 18 de noviembre de 1988 "Sobre la clasificación de sistemas dinámicos". Fue galardonado con el Premio Senior Whitehead de la Sociedad en 1982. Fue el primer conferencista Forder de la Sociedad, que involucró una gira de conferencias en Nueva Zelanda, en 1987. Entre 1988 y 1994 fue el Professor of Geometry at Gresham College.
En 1978, Zeeman dio la serie televisada de conferencias navideñas de la Royal Institution. La medalla se concede cada tres años y Zeeman fue el segundo galardonado.
En 1988, Zeeman se convirtió en director de Hertford College, Oxford. Al año siguiente fue nombrado miembro honorario del Christ's College de Cambridge. Recibió un título de caballero en los honores de cumpleaños de 1991 por "excelencia matemática y servicio a las matemáticas británicas y la educación matemática". Fue invitado a convertirse en Presidente de The Mathematical Association en 2003 y basó su libro "Teoremas tridimensionales para escuelas" en su discurso presidencial de 2004. El viernes 6 de mayo de 2005, el nuevo edificio de Matemáticas y Estadística de la Universidad de Warwick fue nombrado el edificio Zeeman en su honor. Se convirtió en miembro honorario de la Asociación Matemática en 2006. En septiembre de 2006, la Sociedad Matemática de Londres y el Instituto de Matemáticas y sus Aplicaciones le otorgaron el premio David Crighton en reconocimiento a su largo y distinguido servicio a las matemáticas y a la comunidad matemática. La medalla se otorga trienalmente, y Zeeman fue el segundo ganador del premio. Murió el 13 de febrero de 2016.

## La Medalla Zeeman
La Medalla Christopher Zeeman para la comunicación en matemáticas de la Sociedad Matemática de Londres y el Instituto de Matemáticas y sus Aplicaciones se nombra en honor de Zeeman.  El premio tiene como objetivo "honrar a los matemáticos que se han destacado en la promoción de las matemáticas y la participación con el público en general. Pueden ser matemáticos académicos con sede en universidades, profesores de escuelas de matemáticas, matemáticos industriales, aquellos que trabajan en el sector financiero o, de hecho, matemáticos de cualquier número de otros campos".